# Berliner Verband der auswärtigen Presse
Der Berliner Verband der auswärtigen Presse (BVAP) war von 1922 bis ca. 1942 eine Berufsvertretung für in Berlin tätige Korrespondenten deutscher Tageszeitungen, die außerhalb von Berlin erschienen. Er vertrat keine ausländischen Zeitungen und ist nicht zu verwechseln mit dem 1906 gegründeten Verein der Ausländischen Presse in Deutschland (VAP), der bis heute existiert.

## Gründungsmotiv
Im Oktober 1922 berichtete die Branchenzeitschrift Zeitungs-Verlag: „Die in Berlin tätigen Korrespondenten und Redaktionsmitglieder auswärtiger (reichsdeutscher) Blätter haben sich zu einem Berliner Verband der Auswärtigen Presse zusammengeschlossen, um ihre gemeinsamen journalistischen Interessen wahrzunehmen“. Konkret gesprochen, wurde er, so ein Gründungsvorstandsmitglied, „gegen die Bevorzugung der hauptstädtischen [Presse] gegründet“.
Inlandskorrespondenten hatten zu Beginn der 1920er Jahre in der Berichterstattung erhebliche Nachteile gegenüber ihren Berliner Kollegen. Um das auszugleichen, suchte die neue Korrespondentenvereinigung Absprachen, Informationszirkel, Termine und Exklusivtreffen mit Politikern ohne die Berliner Konkurrenz.
Zwar war die Presselandschaft dezentralisiert. In allen Großstädten gab es bedeutende Regionalzeitungshäuser. Einige, insbesondere der Generalanzeigerpresse, hatten höhere Auflagen als die „führenden“ Blätter Berlins. Doch die Zeitungsmetropole Berlin – doppelte Hauptstadt (Reich und Preußen), erster Finanzplatz und führende Industriestadt – hatte unbestritten die größten Verlage mit den meisten auflagenstarken Titeln, die mit bis zu drei Ausgaben täglich erschienen, den größten Redaktionen und größter nationaler wie internationaler, Sichtbarkeit. Das Zeitungsviertel lag fußläufig zum Regierungsviertel. Räumliche Nähe brachte technische, logistische und persönliche Vorteile. Chefredakteure – wie Theodor Wolff und Georg Bernhard – und prominente Journalisten der Berliner Redaktionen konnten enge persönliche Kontakte zu öffentlichen Akteuren pflegen; teilweise waren sie selbst Mitglieder von Parlamenten, Parteigremien oder bedeutenden Organisationen. In der Folge waren die Berliner Blätter meist besser informiert und auf dem Nachrichtenmarkt schneller.

## Vorsitzende und Vorstände
Der Verband bestand im Kern aus den Mitgliedern der Berliner Pressekonferenz (Vorläufer der Bundespressekonferenz), die nicht für Berliner Zeitungen arbeiteten. Es war also kein allgemeiner Journalistenberufsverband, sondern eine spezielle Interessenvereinigung. Es gab keine hauptamtlichen Verbandsgeschäftsführer. Ein Vorstandsmitglied (der erste der beiden Schriftführer) hatte die Geschäfte und das Verbandsbüro zu führen. Die Adresse änderte sich daher alle zwei oder vier Jahre.
1922: Gründungsvorstand Emil Frankfurter (Vorsitz bis 1930), General-Anzeiger der Stadt Frankfurt am Main; Stellvertreter: Otto Kriegk, Weser-Zeitung Bremen, Scherl-Verlag. Weitere Vorstandsmitglied: Erich Beck, Richard May, Süddeutscher Zeitungsdienst, Paul Raché, Heinrich Ranneforth und H. Siebsattel.
1930–1932: Fritz Stein, Hamburger Fremdenblatt; Stellvertreter: Emil Frankfurter, General-Anzeiger der Stadt Frankfurt am Main; Hermann Orth, Kölnische Volkszeitung. Weitere Vorstandsmitglieder: Hans Ohlsberg, Allgemeine Zeitung (Chemnitz) (Schriftführer, Geschäftsführer); Josef Bretz, Augsburger Postzeitung; Werner Pfeiffer, Kieler Neueste Nachrichten; Walter Croll, Kölnische Zeitung; Robert Hafferberg, Münchner Neueste Nachrichten; Fridolin Leibel, Girardet-Zeitungen (Düsseldorf); Wilhelm Nowack, Girardet (Düsseldorf); Günther Thomas, Generalanzeiger, Stettin
1932–1933: Walter Thum, Dresdner Anzeiger, Breslauer Neueste Nachrichten, Hamburgischer Correspondent, Kasseler Neueste Nachrichten; Stellvertreter: Walter Croll, Kölnische Zeitung. Weitere Vorstandsmitglieder: Hermann Orth, Kölnische Volkszeitung (Schriftführer); Hans Ohlsberg, Allgemeine Zeitung (Chemnitz); Johannes Bretz, Augsburger Postzeitung; Werner Pfeiffer, Vogtländischer Anzeiger (Plauen); Franz Geisler, Münchner Neueste Nachrichten; Robert Hafferberg, Münchner Neueste Nachrichten; Fridolin Liebel, Girardet; Wilhelm Nowack, Girardet; Günther Thomas, Generalanzeiger (Stettin). Ehrenmitglied: Emil Frankfurter.
1933–unbekannt: Hans Joachim Graf von Reischach, Zeitungsdienst Graf Reischach (NSDAP-Gaupresse); Stellvertreter: Georg Dertinger, Dienst Nationaler Zeitungen – Dienatag (DNVP-Zeitungen). Weitere Vorstandsmitglieder: Werner Pfeiffer, Vogtländischer Anzeiger; Josef Bretz, Augsburger Postzeitung; Max Dietrich, Krefelder Zeitung; Fritz Matthaei, Hannoverscher Kurier, Schwäbischer Merkur, Stuttgart; Erich Schneyder, National-Zeitung, Essen / Rheinisch-Westfälische Zeitung, Essen; Hans Glebsattel, Rheinisch-Westfälische Zeitung, Essen; Karl Türk, Rheinisch-Westfälische Zeitung, Essen; Otto Tröbes, Völkischer Beobachter, München

## Mitgliedschaft
Das Mitgliederverzeichnis von 1930 benennt 101 Journalisten (nur Männer), davon 90 als aktive, elf als passive Mitglieder. Sie vertraten in ihrer Hauptfunktion ausschließlich Tageszeitungen. Hauptberufliche Vertreter von Agenturen, Pressediensten, Zeitschriften oder Rundfunksendern waren grundsätzlich nicht zugelassen. Mitglieder durften für solche Arbeitgeber oder Auftraggeber aber in Nebentätigkeit tätig sein. Die Mitgliederliste benennt rund 20 als Handelsredakteure (Wirtschafts- und Finanzredakteure), einige als Feuilletonredakteure. Neben denjenigen, die nur eine Zeitung oder eine Zeitungsgruppe repräsentierten, gab es 24 Journalisten in der Kategorie „Sammelvertretung“, die mehrere Blätter unterschiedlicher Verlagen bedienten. Zu den „Sammelvertretern“ zählten Redakteure, die neben Einzeltitel für Pressedienste (agenturähnliche Zeitungskorrespondenzen) schrieben.
Da Preußen das größte Land des Reiches war, waren auch die Vertreter preußischer Zeitungen in der Mehrheit, mit etwa 70 Zeitungen aus Preußen, besonders viele aus der Rheinprovinz und der Provinz Westfalen. Bayern, zweitgrößtes Land des Reiches, wurde 1930 im Verband mit zehn Einzelzeitungskorrespondenten vertreten; hinzuzählen waren aber Zeitungen, die durch die „Sammelvertreter“ repräsentiert wurden.

## Veranstaltungen
Der Verband lud Politiker und Prominente zu eigenen Gesprächsrunden und Empfängen ein. Einmal im Jahr wurde ab 1926 zu Jahresanfang ein Bankett organisiert, das dem 1920 in Washington eingeführten „Correspondents’ Dinner“ der White House Correspondents’ Association ähnelte
Der BVAP organisierte diese Bankette jedoch nicht allein. Der Verein Deutscher Zeitungsverleger beteiligte sich. Zuerst wurde die Veranstaltung im Preußischen Landtag durchgeführt. Später war der bevorzugte Tagungsort das Rathaus Schöneberg. Der Rundfunk übertrug die Veranstaltung live in seinem Programm. 1931 wurde es wegen der Wirtschaftskrise abgesagt. Zu dem Ereignis wurden politische Spitzen aus Reich und Ländern sowie die führenden Diplomaten geladen.
Beim Bankett traten die Reichskanzler oder führende Reichspolitiker als Hauptredner auf:
- 1926 Reichskanzler Hans Luther (parteilos)
- 1927 Reichskanzler Wilhelm Marx (Zentrum)[8][9]
- 1928 Vizekanzler und Reichsaußenminister Gustav Stresemann (DVP)[10]
- 1929 Reichswirtschaftsminister Julius Curtius (DVP)
- 1930 Reichsfinanzminister Paul Moldenhauer (DVP)
- 1932 Reichskanzler Heinrich Brüning (Zentrum)[11][12]
- 1933 Reichskanzler Adolf Hitler (NSDAP), Reichspropagandaminister Joseph Goebbels (NSDAP)

Bei diesen Veranstaltungen betonten Korrespondenten und Zeitungsverleger Jahr um Jahr die Bedeutung der deutschen Regional- und Lokalpresse. Sie lobten die Pressevielfalt und Dezentralisierung, und sie warnten vor Uniformierung und Nivellierung. Sie stellten als notwendig heraus, dass die Staatsführung nicht nur mit den Zeitungslesern in der Reichshauptstadt, sondern mit dem Pressepublikum in ganz Deutschland kommunizierte. Die eingeladenen Gastredner unterstützten diese Botschaft üblicherweise mit ihren Ansprachen. Die Politiker brachten meist kurz einige Thesen zum Verhältnis von Politik, Staat und Presse vor, manchmal auch mit Kritik an der Presse und Reflexionen, oftmals allerdings auch mit heiteren, geistreichen Bemerkungen und gingen anschließend auf aktuelle Politikfragen ein. Da auch Diplomaten geladen waren, wurden hier mitunter außenpolitische Akzente gesetzt.

## Im Nationalsozialismus
Im BVAP spiegelte sich im Frühjahr 1933 die beginnende Gleichschaltung der Presse.
Der Rahmen des Jahrestreffens änderte sich am 6. April 1933. Nominell waren der BVAP und der Verein deutscher Zeitungsverleger wie bisher die Gastgeber. Darum wurden die Gäste wie gewohnt vom BVAP-Vorsitzenden Walter Thum vom Dresdner Anzeiger begrüßt. Das Schlusswort sprach der VDZ-Präsident Heinrich Krumbaar vom Liegnitzer Tageblatt. Tatsächlich aber führte das im März neu gegründete Reichsministerium für Volksaufklärung und Propaganda bereits die Regie. Das Ereignis fand im größten Saal des Ministeriums statt, dem von Karl-Friedrich Schinkel gestalteten Festsaal des Palais des Prinzen Karl (auch: Leopold-Palais, Ordenspalais) am Wilhelmplatz. Es war diesmal kein Bankett an Tischen, sondern eine allein auf Adolf Hitler und Joseph Goebbels ausgerichtete Redeveranstaltung.
Hitler, der reine Presseveranstaltungen mied, wählte den BVAP – nicht den Verein Berliner Presse oder den Reichsverband der deutschen Presse – für seine erste Rede vor einem Journalistenverband. Es war wichtig, dass der Zeitungsverlegerverband zweiter Gastgeber war und zahlreiche Verleger aus dem gesamten Reich im Publikum waren. Hitler und Goebbels zeigten hier die Richtung der NS-Pressepolitik auf, und Goebbels kündigte das Schriftleitergesetz an, welches das Verhältnis jedes Verlegers zu seinen Redakteuren verändern sollte.
Hitlers und Goebbels’ Reden sowie Fotografien dieses BVAP-Abends sind oft wiedergegeben worden, jedoch häufig mit der falschen Angabe, Hitler und Goebbels hätten vor der Auslandspresse bzw. dem Verband der Ausländischen Presse (VAP) gesprochen. Dies ist eine Verwechslung von „auswärtig“ und „ausländisch“. Es hätte angesichts des Zwecks keinerlei Sinn ergeben, vor Ausländern und der Auslandspresse zu sprechen. An diesem Abend waren auch viele Ausländer (Diplomaten, nicht Journalisten) zugegen, aber sie waren nicht die Adressaten.
Zu diesem Zeitpunkt waren bereits zahlreiche Zeitungen verboten, Redaktionen besetzt und terrorisiert, Journalisten verhaftet oder von ihren Arbeitsplätzen oder Ehrenämtern in Berufsverbänden der Presse entfernt worden. Der Journalistenvorsitzende Thum und Verlegerpräsident Krumbhaar sicherten Hitler und Goebbels Loyalität und nationale Gesinnung zu, appellierten jedoch auch vorsichtig an die Regimevertreter, gewisse Pressevielfalt zu erhalten. Goebbels und als zweiter Redner Hitler stellten allerdings klar, dass sie bisherige Vorstellungen von Pressefreiheit für überholt hielten. Sie umrissen, wie sie sich die Zusammenarbeit von Regime und Presse vorstellten. Am Tag darauf wurde über diese Reden der BVAP-Veranstaltung reichsweit in allen Tageszeitungen sehr prominent, aber fast nirgendwo kritisch berichtet. Auch die Fachzeitschriften der Journalisten und Verleger berichteten ausführlich.
Wie in den Vorjahren übertrug der Rundfunk die Reden dieses BVAP-Jahrestreffens von 20 bis 21.10 Uhr. Das Propagandaministerium hatte bereits volle Kontrolle über die Deutsche Rundfunkgesellschaft. Diese bot der österreichischen Radio-Verkehrs-AG (RAVAG) die Live-Übertragung über den Deutschlandsender (Langwelle) an. In der deutschen Presse war jedoch kurz zuvor zu lesen, die RAVAG habe die Live-Übertragung wegen angeblicher Programmschwierigkeiten abgelehnt.
Der BVAP-Vorstand war seit der Gründung durch eine parteiliche, geographische und wirtschaftliche Balance gekennzeichnet. Acht Jahre lang war der Jude Emil Frankfurter Vorsitzender gewesen, anschließend zwei Jahre stellvertretender Vorsitzender. In den ersten Monaten des NS-Regimes wurden Juden und Gegner des Nationalsozialismus aus den Korrespondentenbüros der auswärtigen Zeitungen und aus der Berliner Pressekonferenz gedrängt. Wie in allen Journalistenverbänden verschwand ein Teil der alten Mitglieder, neue aus NSDAP- und rechtsnationalen Medienkreisen traten hinzu, und die Zusammensetzung der Vereinsgremien änderte sich.
Der Vorstand des BVAP gab im Juni 1933 fachöffentlich kund, der Verband werde „unumschränkt in den Dienst der nationalen Erhebung gestellt“. Er werde zunächst die Mitgliederlisten und die Satzungen überprüfen. Der Vorstand wurde völlig neu besetzt. Von zehn Vorstandsmitgliedern waren acht neu, und sie vertraten ausschließlich nationalsozialistische oder nationale Zeitungen. Der neue Vorsitzende Hans Joachim Graf von Reischach und drei weitere Vorstandsmitglieder (Erich Schneyder, Otto Tröbes, Karl Türk) gehörten dem Mitgliederverzeichnis von 1930 zufolge drei Jahre vor der Umwälzung noch nicht einmal zu den Verbandsmitgliedern. Das spiegelte auch den schnellen Wandel der NSDAP-Parteipresse. Die Verbandsspitze spiegelte die neue Reichsregierung: Stellvertretender des Vorsitzenden von der NSDAP wurde ein DNVP-Journalist: Georg Dertinger, Chefredakteur Dienst Nationaler Zeitungen (Dienatag).
Gewährsmann des Propagandaministeriums war aber der neue Vorsitzende von Reischach. Er war 1923 Teilnehmer am Hitler-Ludendorff-Putsch in München gewesen und hatte ausschließlich im NSDAP-Zeitungswesen gearbeitet. Sein Zeitungsdienst Graf Reischach war eine 1932 mit Unterstützung des NSDAP-Politikers Robert Ley gegründete Presseagentur für die nationalsozialistische „Gaupresse“.
Der BVAP erweiterte nach dem „Anschluss“ der Republik Österreich seinen Mitgliederkreis, als nun auch österreichische Zeitungen als reichsdeutsch galten. Im Mitgliederverzeichnis 1938/39 sind über 120 Journalisten aufgelistet. In Pressearchiven gibt es wenige Tätigkeitsnachweise des BVAP nach 1933. Er existierte aber weiter. Für das Jahr 1941 erschien noch ein Mitgliederverzeichnis. Danach verliert sich die Spur des Verbands. Von regionaler Pressevielfalt war angesichts der diktatorischen Unterordnung unter die Propagandaanforderungen des von Goebbels verkündeten „Totalen Krieges“ und der systematisch betriebenen Konzentration der Presse, die 1943 mit der Schließung Hunderter lokaler Zeitungstitel und Zwangsfusion mit NSDAP-Gaublättern einher ging, ohnehin keine Rede mehr.

## Mitglieder (um 1930, Auswahl)
- Walter Aßmus, Wiesbadener Tagblatt, Memeler Dampfboot, Remscheider General-Anzeiger
- Walter Bacmeister, Bergisch-Märkische Zeitung, Barmen-Elberfeld
- Richard Bahr, Braunschweigische Landeszeitung, Breslauer Zeitung, Danziger Zeitung, Dresdner Neueste Nachrichten, Hallische Nachrichten, Hamburger Anzeiger, Kösliner Neueste Nachrichten, Neue Mannheimer Zeitung, Münchener Zeitung, Mainzer Anzeiger, Stuttgarter Neues Tagblatt, Saarbrücker Zeitung
- Paul Bamm, Fränkischer Kurier (Nürnberg)
- Erich Beck, Girardet Verlag mit Düsseldorfer Nachrichten, Essener Allgemeine Zeitung, General-Anzeiger für Elberfeld-Barmen, Niederrheinische Nachrichten (Duisburg), Anzeiger für Berg-, Hütten- und Maschinenwesen (Essen)
- Otto Bothe, Hamburger Fremdenblatt
- Josef Bretz, Augsburger Postzeitung, Duisburger Generalanzeiger, Neunkirchener Zeitung, Oberschlesischer Kurier (Königshütte)
- Wilhelm Broß, Kölnische Zeitung
- Paul Busse, Waldenburger Tageblatt (Waldenburg, Schlesien)
- Walther Croll, Kölnische Zeitung
- Georg Dertinger, Hamburger Nachrichten
- Max Dietrich, Krefelder Zeitung, Generalanzeiger für Krefeld, Linksrheinische Rundschau (Homburg)
- Julius Dittmar, Kölnische Zeitung
- Wilhelm-N. Doerkes-Boppard, Girardet Verlag mit Düsseldorfer Nachrichten, Essener Allgemeine Zeitung, General-Anzeiger für Elberfeld-Barmen, Niederrheinische Nachrichten (Duisburg), Anzeiger für Berg-, Hütten- und Maschinenwesen (Essen)
- Leo Emmerich
- Hans Falk, Hannoverscher Kurier, Leipziger Neueste Nachrichten
- Bruno Förster, Kölnische Zeitung
- Fortmann, Westfälische Volkszeitung (Bochum)
- Emil Frankfurter, General -Anzeiger der Stadt Frankfurt am Main
- Wilhelm Gasper, Kölnische Volkszeitung
- Franz Geisler, Münchner Neueste Nachrichten
- Alfred Gerigk, Neuer Görlitzer Anzeiger, Allgemeine Zeitung (München), Kieler Zeitung, Lübecker Generalanzeiger
- Hanns Glebsattel, Rheinisch-Westfälische Zeitung (Essen)
- Ernst Häfner, Berliner Büro Westdeutscher Zentrumsverleger: Echo vom Niederrhein (Duisburg), Essener Volkszeitung, Gelsenkirchen Zeitung, Kölner Lokalanzeiger, Tremonia (Dortmund), Westdeutsche Landeszeitung (Mönchen-Gladbach), Westdeutsche Volkszeitung (Hagen / Westfalen), Westfälischer Kurier (Hamm / Westfalen)
- Robert Hafferberg, Münchner Neueste Nachrichten
- Hermann Handke, Bayerische Staatszeitung
- Paul Harms, Leipziger Neueste Nachrichten
- Friedrich Heißmann, Pfälzische Rundschau (Ludwigshafen)
- Georg Held, Frankfurter Zeitung
- Eduard Hemmerle, Düsseldorfer Tageblatt, Koblenzer Volkszeitung, Westfälisches Volksblatt (Paderborn)
- Otto von Heydebreck, Münchner Neueste Nachrichten
- Heinrich Hinck (in München), Münchner Neuste Nachrichten
- Hans Hirschstein, Hamburger Fremdenblatt
- Johannes Hoffmann (in Saarbrücken), Saarbrücker Landeszeitung
- Erwin Honig
- Paul-Friedrich Hüsgen
- Georg Immisch, Generalanzeiger für Stettin, Hannoverscher Anzeiger
- Richard Jokisch, Schlesische Zeitung (Breslau)
- Alfred Walther Kames, Chemnitzer Tageblatt, München-Augsburger Abendzeitung, Niederdeutsche Zeitung (Hannover), Ostpreußische Zeitung (Königsberg), Schlesische Tagespost (Breslau)
- Wilhelm Klein, Deutsche Reichszeitung (Bonn), Trierischer Volksfreund
- Walter Klein-Reckhard, Kölnische Zeitung
- Karlernst Knatz
- Franz E. Koch, Ostdeutsche Morgenpost (Beuthen)
- August Köhler, Trierische Landeszeitung, Aachener Rundschau (Echo der Gegenwart)
- J. B. Krauß, Freiburger Tagespost, Osnabrücker Volkszeitung, Westfälischer Merkur (Münster)
- Otto Kriegk, Weser-Zeitung
- Fridolin Liebel, Girardet Verlag mit Düsseldorfer Nachrichten, Essener Allgemeine Zeitung, General-Anzeiger für Elberfeld-Barmen, Niederrheinische Nachrichten (Duisburg), Anzeiger für Berg-, Hütten- und Maschinenwesen (Essen)
- Hugo Linschmann, Kölnische Zeitung
- Fritz Looff, Magdeburgische Zeitung
- Hans Mainzer, Hamburger Fremdenblatt
- Max Marcuse, Münchner Neueste Nachrichten
- Josef März, Neue Leipziger Zeitung
- Fritz Matthaei, Hannoverscher Kurier, Schwäbischer Merkur (Stuttgart)
- Richard May, Süddeutscher Zeitungsdienst (München), Karlsruher Zeitung, Kasseler Tageblatt
- Kurt Metger, Badische Presse (Karlsruhe), Darmstädter Tageblatt, Dortmunder Zeitung, Gelsenkirchener Allgemeine Zeitung, Gothaisches Tageblatt, Mühlhäuser Zeitung, Rostocker Anzeiger, Anhalter Anzeiger (Dessau), Bergische Zeitung (Wald -Solingen), Rhein- und Ruhrzeitung (Duisburg) – Berliner Dienst, Dammert-Korrespondenz der Telegraphen-Union
- Georg Miesgang, Bayerische Volkspartei-Correspondenz (München), Bayerische Kurier (München), Regensburger Anzeiger, Der Rheinpfälzer (Landau)
- Heinrich Miltner, Leipziger Neueste Nachrichten
- Oskar Mysing
- Hans-Joachim von Neuhaus (in Hamburg), Hamburger Nachrichten
- Felix Neumann, Leipziger Neueste Nachrichten
- Alfons Neumann, Königsberger Allgemeine Zeitung
- Ernst-Victor Noack
- Wilhelm Nowack, Girardet Verlag mit Düsseldorfer Nachrichten, Essener Allgemeine Zeitung, General-Anzeiger für Elberfeld-Barmen, Niederrheinische Nachrichten (Duisburg), Anzeiger für Berg-, Hütten- und Maschinenwesen (Essen)
- Hans Ohlsberg, Allgemeine Zeitung (Chemnitz)
- Harald Oldag, Dresdner Nachrichten
- Hermann Orth, Kölnische Volkszeitung
- Werner Pfeiffer, Bochumer Anzeiger, Karlsruher Tagblatt, Kieler Neueste Nachrichten, Märkischer Sprecher (Bochum), Neue Vogtländische Zeitung (Plauen), Vogtländischer Anzeiger (Plauen)
- Werner Plücker, Der Mittag (Düsseldorf), Düsseldorfer Stadtanzeiger
- Heinrich Pohlenk
- Richard Posselt, Neue Wiesbadener Zeitung, Cottbusser Anzeiger, Barmer Zeitung
- Paul Quirin, Kölnische Volkszeitung
- Paul Raché
- Ernst Rauschenplat, Königsberger Allgemeine Zeitung
- Franz Reuter, Kölnische Zeitung
- Fritz Richartz, Bremer Nachrichten
- Wily Roellinghoff, Hannoverscher Kurier, Leipziger Neueste Nachrichten
- Albert Rottmann, Freiburger Tagespost, Osnabrücker Volkszeitung, Westfälischer Merkur (Münster)
- Helmut Sarwey
- Ludwig Sartorius, Pommersche Tagespost
- Wilhelm Schaefer, Deutsche Bergwerkszeitung (Düsseldorf), Der Mittag (Düsseldorf), Düsseldorfer Stadtanzeiger
- Rudolf Schay, Generalanzeiger für Dortmund
- Ferdinand Schlüter, Fränkischer Kurier (Nürnberg)
- Wilhelm Siebert, Badische Presse (Karlsruhe), Darmstädter Tageblatt, Dortmunder Zeitung, Gelsenkirchener Allgemeine Zeitung, Gothaisches Tageblatt, Mühlhäuser Zeitung, Rostocker Anzeiger, Anhalter Anzeiger (Dessau), Bergische Zeitung (Wald -Solingen), Rhein- und Ruhrzeitung (Duisburg)
- Konstantin Schmelzer, Braunschweigische Landeszeitung, Breslauer Zeitung, Danziger Zeitung, Dresdner Neueste Nachrichten, Hallische Nachrichten, Hamburger Anzeiger, Kösliner Neueste Nachrichten, Neue Mannheimer Zeitung, Münchener Zeitung, Mainzer Anzeiger, Stuttgarter Neues Tagblatt, Saarbrücker Zeitung
- Erich Schneyder, National-Zeitung (Essen), Rheinisch-Westfälische Zeitung (Essen)
- Walther Schulz, Weser-Zeitung, Bremer Nachrichten
- Hermann Schuster, Badischer Beobachter (Karlsruhe), Deutsches Volksblatt (Stuttgart)
- Willi Senff, Magdeburgische Zeitung
- Karl Söllner, Thüringer Allgemeine Zeitung (Erfurt)
- Hans Sonnenschein, Kölnische Zeitung
- Karl Spitzner, Hamburger Fremdenblatt
- Fritz Stein, Hamburger Fremdenblatt
- Hans Stoll, Leipziger Neueste Nachrichten
- Alexander Szanto, Magdeburger Volksstimme, Brandenburger Zeitung, Schleswig-Holsteinische Volkszeitung (Kiel), Westfälische Allgemeine Volkszeitung (Dortmund)
- Günther Thomas, Generalanzeiger für Stettin
- Walter Thum, Dresdner Anzeiger, Breslauer Neueste Nachrichten, Hamburgischer Correspondent, Kasseler Neueste Nachrichten
- Otto Tröbes, Völkischer Beobachter (München)
- Karl Türk, Rheinisch-Westfälische Zeitung (Essen)
- Paul Versen, Hannoverscher Anzeiger, Königsberger Allgemeine Zeitung
- Albert Malte Wagner, Nürnberger Zeitung
- Rudolf Weise. Rheinisch-Westfälische Zeitung (Essen)
- Gustav Weishaupt, Leipziger Neueste Nachrichten
- Hans-Peter aus dem Winckel, Kölnische Zeitung
- Reinhold Zenz

## Vertretene Zeitungen (um 1930)
- Preußen: Aachener Rundschau (Echo der Gegenwart), Bergisch –Märkische Zeitung, Bochumer Anzeiger, Brandenburger Zeitung, Breslauer neueste Nachrichten, Breslauer Zeitung, Der Mittag (Düsseldorf), Deutsche Bergwerkszeitung (Düsseldorf), Deutsche Reichszeitung (Bonn), Dortmunder Zeitung, Duisburger Generalanzeiger, Düsseldorfer Stadtanzeiger, Düsseldorfer Tageblatt, Echo vom Niederrhein (Duisburg), Essener Volkszeitung, Frankfurter General-Anzeiger, Frankfurter Zeitung, Gelsenkirchener Allgemeine Zeitung, Gelsenkirchener Zeitung, Generalanzeiger für Dortmund, Generalanzeiger für Stettin, Girardet Verlag (Düsseldorfer Nachrichten, Essener Allgemeine Zeitung, General-Anzeiger für Elberfeld-Barmen, Niederrheinische Nachrichten (Duisburg), Anzeiger für Berg-, Hütten- und Maschinenwesen (Essen)), Hallische Nachrichten. Hannoverscher Anzeiger, Hannover Kurier, Kasseler Neueste Nachrichten, Kasseler Tageblatt, Kieler Neuste Nachrichten, Kieler Zeitung, Koblenzer Volkszeitung, Kölnische Volkszeitung, Kölnische Zeitung, Königsberger Allgemeine Zeitung, Krefelder Zeitung, Magdeburger Volksstimme, Magdeburgische Zeitung, National-Zeitung (Essen), Neue Wiesbadener Zeitung, Neuer Görlitzer Anzeiger, Neue Vogtländische Zeitung (Plauen), Niederdeutsche Zeitung (Hannover), Nürnberger Zeitung, Oberschlesischer Kurier (Königshütte), Osnabrücker Volkszeitung, Ostdeutsche Morgenpost (Beuthen, Oberschlesien), Ostpreußische Zeitung (Königsberg), Pommersche Tagespost, Regensburger Anzeiger, Remscheider General-Anzeiger, Rheinisch -Westfälische Zeitung (Essen), Rhein- und Ruhrzeitung (Duisburg), Schlesische Tagespost (Breslau), Schlesische Zeitung (Breslau), Thüringer Allgemeine Zeitung (Erfurt), Tremonia (Dortmund), Trierische Landeszeitung, Vogtländischer Anzeiger (Plauen), Westdeutsche Landeszeitung (Mönchen-Gladbach), Westdeutsche Volkszeitung (Hagen/Westfalen), Westfälische Volkszeitung (Bochum), Westfälischer Kurier (Hamm/Westfalen), Westfälischer Merkur (Münster), Westfälisches Volksblatt (Paderborn), Wiesbadener Tagblatt.
- Bayern: Allgemeine Zeitung (München), Augsburger Neueste Nachrichten, Augsburger Postzeitung, Bayerische Staatszeitung (München), Bayerischer Kurier (München), Fränkischer Kurier (Nürnberg), München -Augsburger Abendzeitung, Münchner Neueste Nachrichten, Münchener Zeitung, Pfälzische Rundschau (Ludwigshafen), Süddeutscher Zeitungsdienst (München), Völkischer Beobachter
- Sachsen: Allgemeine Zeitung (Chemnitz), Dresdner Anzeiger, Dresdner Nachrichten, Dresdner Neueste Nachrichten, Leipziger Neueste Nachrichten, Neue Leipziger Zeitung
- Württemberg: Deutsches Volksblatt (Stuttgart), Schwäbischer Merkur (Stuttgart), Stuttgarter Neues Tagblatt
- Baden: Badische Presse (Karlsruhe), Badischer Beobachter (Karlsruhe), Freiburger Tagespost, Karlsruher Tagblatt, Karlsruher Zeitung, neue Mannheimer Zeitung
- Hessen: Darmstädter Tageblatt, Mainzer Anzeiger
- Mecklenburg: Mecklenburger Nachrichten (Schwerin), Rostocker Anzeiger
- Braunschweig: Braunschweigische Landeszeitung
- Anhalt: Anhalter Anzeiger
- Hamburg: Hamburger Anzeiger, Hamburgischer Correspondent, Hamburger Fremdenblatt, Hamburger Nachrichten
- Bremen: Bremer Nachrichten, Weser-Zeitung
- Lübeck: Lübecker Generalanzeiger
- Saargebiet: Neunkirchener Zeitung, Saarbrücker Zeitung
- Memel: Memeler Dampfboot
- Schleswig-Holstein: Schleswig-Holsteinische Volkszeitung